# Bartovo vnitřní dítě
Bartovo vnitřní dítě (v anglickém originále Bart's Inner Child) je 7. díl 5. řady (celkem 88.) amerického animovaného seriálu Simpsonovi. Scénář napsal George Meyer a díl režíroval Bob Anderson. V USA měl premiéru dne 11. listopadu 1993 na stanici Fox Broadcasting Company a v Česku byl poprvé vysílán 12. května 1995 na stanici ČT1.

## Děj
Krusty dá Homerovi zdarma trampolínu a ten ji umístí na rodinnou zahradu. Bart a Líza jsou nadšeni, ale Marge se obává, že by mohla být nebezpečná. Homer její obavy ignoruje a vybírá od dětí sousedů poplatek za její používání. Když se několik dětí zraní, Homer poslechne Marginu radu, aby se trampolíny zbavil. Po několika neúspěšných pokusech o její likvidaci Bart navrhne připoutat ji řetězem ke sloupu, a lákat tak zloděje výzvou k její krádeži. Zanedlouho Haďák řetěz přetrhne a trampolínu si odnese. 
Ačkoli Homer souhlasí, že Marge měla s trampolínou pravdu, namítá, že on je alespoň ochotný chodit ven a zkoušet nové věci, zatímco ona je považována za nudnou a prudící. Když Bart a Líza souhlasí s Homerovým hodnocením, Marge se ještě více rozzlobí a navštíví Patty a Selmu. Ukážou jí reklamu, v níž vystupuje svépomocný guru Brad Goodman, aby jí pomohl překonat její chronické otravování. Poté, co Marge a Homer zhlédnou video s Bradem Goodmanem, se naučí vzájemně vyjadřovat své frustrace svépomocným jazykem a lépe spolu vycházejí. 
Simpsonovi navštíví přednášku Brada Goodmana v naději, že se naučí, jak omezit Bartovo neukázněné chování. Když Bart přednášku přeruší, Brad Goodman ho pochválí jako příklad spořádaného člověka a povzbudí celé město, aby si osvojilo Bartův neuctivý a bezstarostný přístup. Brzy se celé město začne chovat jako Bart, dělá si, co se mu zlíbí, a ignoruje následky. Bart je však sklíčený, když má pocit, že si jeho pověst výtržníka někdo přivlastnil. 
Na oslavu svého nově nabytého přístupu uspořádá město festival „Dělej, co cítíš“. Ten se však zvrtne, protože se pracovníkům údržby nechtělo správně postavit pódium nebo nainstalovat zábavní atrakce. Rozjeté ruské kolo rozbije bránu zoologické zahrady a do ulic se nahrne dav divokých zvířat. Zanedlouho začnou nepokoje, protože se každý naučil říkat, co si myslí, bez ohledu na to, jaký to má dopad na ostatní. Dav obviňuje Barta, že celé fiasko s heslem „Dělej, co cítíš“ začal, a pronásleduje ho. Homer ho zachrání pomocí průvodového vozu. Město se vzdá pronásledování, přestože plovák jede pomalu. Simpsonovi se vrátí domů a dojdou k závěru, že všem je dobře tak, jak jsou. 

## Produkce
Díl napsal George Meyer a režíroval jej Bob Anderson. Byl to Andersonův režijní debut v seriálu Simpsonovi. Inspirací pro tuto epizodu byl Meyerovi fakt, že v té době procházel terapií a napadlo ho, že by bylo dobré „poslat nahoru tyhle svépomocné guru“.
V epizodě hostoval herec Albert Brooks v roli Brada Goodmana. Bylo to Brooksovo třetí vystoupení v seriálu poté, co daboval Jacquese v dílu Ve víru vášně a Kovboje Boba ve Volání přírody. Později hostoval jako Hank Scorpio v díle Dvojí stěhování, Tab Spangler v Požírači srdcí a Russ Cargill v Simpsonových ve filmu. Výkonný producent David Mirkin popisuje Brookse jako pro režiséra „opravdu divného“, protože „téměř každý jeho záběr je bezchybný, ale každý má jiný materiál. Vymýšlí si věci za pochodu.“ Používá kombinaci vtipů ze scénáře a vlastního materiálu, a protože se mnoho jeho záběrů liší, je pro producenty obtížné rozhodnout, které hlášky použít. Goodman byl založen na americkém autorovi svépomocných knih Johnu Bradshawovi, který zpopularizoval takové psychologické myšlenky jako „zraněné vnitřní dítě“ a dysfunkční rodina.
V roli sebe sama hostuje zpěvák James Brown. Brown vystupuje na festivalu „Dělej, co cítíš“, během kterého zpívá svou píseň „I Got You (I Feel Good)“ z roku 1965. Zážitek popsal jako „dobrý, čistý a humorný. A toho bychom tu potřebovali víc.“ Podle Mirkina scenáristé rádi dávají hostujícím hvězdám trapné hlášky, které pak z jejich úst znějí vtipně. Věděli, že Brown nebude „nejlepší herec na světě“, ale přesto mu „dali tyhle neuvěřitelně vtipné, strnulé hlášky, které zabíjely“. Mirkin popsal Brownovu hlášku jako „příšernou“, ale díky Brownovu přednesu „máte něco, co prostě zní dokonale špatně a díky tomu je to vtipné“. Chris Turner ve své knize Planet Simpson popisuje vystoupení Jamese Browna jako „ohromně přehnané“ a používá ho jako příklad toho, jak první řady seriálu zahrnovaly camea celebrit a nepoukazovaly na „ohromnost jejich slávy“.

## Kulturní odkazy
Epizoda obsahuje kulturní odkazy na několik filmů, televizních pořadů a písní. Scéna s polem plným zraněných dětí z trampolíny je odkazem na pole zraněných vojáků natočené ve filmu Jih proti Severu. V epizodě je pasáž, kdy se Homer snaží shodit trampolínu ze skály, ale jakmile ji strčí přes okraj, dopadne na skalní sloup a odrazí se zpět nahoru. Jedná se o odkaz na kreslené filmy Looney Tunes, které režíroval Chuck Jones. Pozadí napodobuje pouštní krajinu z kreslených filmů. V kostele se reverend Lovejoy pokouší zahrát na varhany klasický raggaret „The Entertainer“ od Scotta Joplina.

## Přijetí

### Kritika
V roce 2006 byl Albert Brooks označen serverem IGN za nejlepší hostující hvězdu Simpsonových, podle serveru „uchvacuje diváky svými jedinečnými postavami“.
V knize Planet Simpson ocenil Brooksův výkon také Chris Turner, jenž napsal, že „Brooks se rozhodl pro jemnou, pomalu se rozjíždějící lapsus než pro širokou karikaturu: z jeho Goodmana nesálá neupřímnost, jen ji lehce kape. (…) Prostřednictvím tuctu drobných doteků vytvořil Brooks nadčasovou postavu Simpsonových.“ Turner popsal poctu kojotu Wildovi a ptáku Uličníkovi jako „jednu z nejzjevnějších a nejinspirativnějších poct seriálu kresleným filmům od Warnerů“.
Patrick Enwright z časopisu Today zařadil epizodu v roce 2007 na seznam svých devátých nejoblíbenějších dílů seriálu s tím, že „brilantně zesměšňuje novodobé svépomocné guru“, a dodal, že „je pozoruhodná i díky chytrým popkulturním odkazům“.
Autoři knihy I Can't Believe It's a Bigger and Better Updated Unofficial Simpsons Guide, Warren Martyn a Adrian Wood, díl popsali jako „velmi bizarní epizodu, ve které se všichni jen dobře baví“.
Colin Jacobson z DVD Movie Guide napsal: „Certifikovaná klasika Dítě se vysmívá oboru svépomoci a cestou si dělá dobrou reklamu. To vše samozřejmě dělá se spoustou chytrých momentů a stává se skvělou podívanou. Jako člověk, který pracuje v oblasti psychologie, je těžké odolat parodii tohoto pořadu.“.
Patrick Bromley z DVD Verdict udělil epizodě známku B+ a Homerovy eskapády s trampolínou označil za „nejsvětlejší bod epizody“.
Bill Gibron z DVD Talk díl ohodnotil známkou 4,5 z 5.

### Sledovanost
V původním vysílání skončil díl v týdnu od 8. do 14. listopadu 1993 na 40. místě v týdenní sledovanosti s ratingem 11,8 podle agentury Nielsen a sledovalo ho 11,12 milionu domácností. V tomto týdnu se jednalo o nejlépe hodnocený pořad na stanici Fox.